# Rhythmstick
Rhythmstick is een album en video van jazz-trompettist Dizzy Gillespie en CTI Records All Stars.

## Tracklijst cd
- 1. Caribe (Michel Camilo)
- 2. Friday Night at the Cadillac Club (Bob Berg)
- 3. Quilombo (Gilberto Gil en Wally Salomao)
- 4. Barbados (Charlie Parker)
- 5. Waiting For Angela (Toninho Horta en Flora Purim)
- 6. Nana (Moacir Santos)
- 7. Softly, As In a Morning Sunrise (Sigmund Romberg en Oscar Hammerstein II)
- 8. Colo De Rio (Enio Flavio Mol en Marcelo Ferreira)
- 9. Palisades in Blue (Benny Golson)
- 10. Wamba (Salif Keita)

De song "Waiting For Angela" komt niet voor op de video.

## Personeel
- Dizzy Gillespie, trompet (1,10) - percussie (rhythmstick, 1,10)
- Charlie Haden, bas (3,4,8)
- Anthony Jackson, elektrische bas (1,2,6,9,10)
- Airto, drums (3) - percussie (1,3,5,6,7,8,10) - zang (3)
- Bernard Purdie, drums (2,9)
- Marvin "Smitty" Smith, drums (1,4,6,8,10)
- John Scofield, elektrische gitaar (1,10)
- Robben Ford, elektrische gitaar (2)
- Romero Lubambo, gitaar (3,5,6,7,8)
- Jimmy McGriff, orgel (2,9)
- Jim Beard, orgel (overdubbed, 2) - synthesizer (1,5,6,8,10)
- Tito Puente, percussie (1,10)
- Hilton Ruiz, piano (1,3)
- Phil Woods, altsaxofoon (2,3,4,6,8,9,10)
- Bob Berg, tenorsaxofoon (1,2,3,5,6,8,9,10)
- Benny Golson, synthesizer (bas, 1,9)
- Art Farmer, trompet (1,2,3,6,8,9,10) - bugel (4,7,8)
- Jon Faddis, trompet (2,3,6,9,10)
- Randy Brecker, trompet (1,2,6,10)
- Amy Roslyn, zang (3)
- Flora Purim, zang (3,5,6,8,10)
- Janice Pendarvis, zang (3)

- Benny Golson, co-producer
- Creed Taylor, producer